# 청주 구룡산성
구룡산성은 충청북도 청주시 상당구 문의면 덕유리에 있다. 2015년 4월 17일 청주시의 향토유적 제13호로 지정되었다.

## 개요
삼국시대 쌓여진 산성으로 백제와 신라가 번걸아 사용한 유적이다.